# Martin Schori
Martin Schori, född 17 januari 1980 på Lidingö, är en svensk journalist. Han är son till politikern och diplomaten Pierre Schori.
Sedan september 2020 är han chef för Aftonbladets Gräv- och nyhetsredaktion samt ställföreträdande ansvarig utgivare för tidningen. 
Dessförinnan har han haft rollen som nyhetschef, utrikesredaktör och webbredaktör på samma tidning. Han är även medförfattare till Aftonbladet-rapporten, som kartlade tidningens digitala styrkor och svagheter. 
Schori har tidigare haft tjänsten som nyhetschef på Bonniers nyhetssajt KIT, och har arbetat som nyhetschef på branschtidningen Dagens Media.
Våren 2016 gav Martin Schori ut boken Online Only, allt du behöver veta för att bli morgondagens journalist på Carlsson Bokförlag. Tillsammans med Johan Åkesson har han också skrivit boken Krogen – allt du vill veta men aldrig vågat fråga.
Martin Schori har varit medlem av Publicistklubbens styrelse. Sedan 2019 är han ledamot i Pressens Opinionsnämnd och dess efterföljare Mediernas etiknämnd, som Publicistklubbens representant.